# Rhinodrilus fafner
Rhinodrilus fafner (minhocuçu ou minhoca gigante) é uma minhoca gigante presumivelmente extinta da família Glossoscolecidae. É conhecido somente por um holótipo em mau estado de conservação, descoberto e descrito em 1918 próximo de Belo Horizonte, Minas Gerais, Brasil, pelo zoólogo alemão Wilhelm Michaelsen (1860–1937) do Museu de História Natural de Hamburgo. O espécime coletado tem um comprimento de 210 cm e seu corpo consiste de 600 segmentos simples, com 24 mm de diâmetro. Além do Megascolides australis, o Rhinodrilus fafner está entre as maiores minhocas gigantes conhecidas. O Rhinodrilus fafner estava confinado a um habitat diminuto e desapareceu presumivelmente devido a destruição do mesmo. Foi oficialmente declarado extinto pelo Ministério do Meio Ambiente (MMA) em 2003. Todavia, a redescoberta do Driloleirus americanus em 2005 e da minhoca brasileira Fimoscolex sporadochaetus em 2007, trouxeram a esperança de que o Rhinodrilus fafner possa ser reencontrado.